# Voyager 1
Voyager 1 (opr. Mariner 11), opsendt d. 5. september 1977 af NASA, er en af to rumsonder, som indgik i den såkaldte Grand Tour. Hvert 176. år er planeternes stillinger gunstige for at rumsonder ved hjælp af gravity assist kan besøge de ydre planeter.[kilde mangler] Voyager 1 besøgte planeterne Jupiter og Saturn, hvor den optog nærbilleder og foretog en række forskellige videnskabelige målinger. Ved nærpassagen af Saturn valgte JPL at passere månen Titan, frem for en kurs mod Uranus. Derefter fortsatte Voyager 1 videre ud imod det interstellare rum, uden at passere flere af solsystemets planeter. Voyager 1 er det fjerneste menneskeskabte objekt, med en afstand på 22,2 milliarder kilometer (149 astronomiske enheder) fra Jorden i december 2019.
Fra august 2002 til februar 2003 registrerede Voyager 1's instrumenter et omslag i strålingsmiljøet, der tolkes derhen, at Voyager 1 fløj ind i "heliokappen" (eng. heliosheath), som befinder sig mellem det interstellare rum og udkanten af Solsystemets heliosfære.
I december 2012 nåede Voyager 1 et hidtil ukendt område, og det er endnu uvist om dette område er en del af det interstellare rum eller solsystemet. Denne grænse afhænger kraftigt af Solens dynamik, da soludbrud kan rykke den.

## Jupiter-passagen
I januar måned 1979 begyndte Voyager 1 at optage billeder af Jupiter, og den 5. marts samme år passerede den planeten i en afstand af 349.000 kilometer fra planetens centrum (206.000 km fra overfladen). Den gjorde undervejs en mængde nyopdagelser, bl.a. at der på Jupiters måne Io findes vulkaner, som udspyr svovl, samt gigantiske lynudladninger på natsiden.[kilde mangler] Voyager 1's sidste billede af Jupiter blev optaget og sendt tilbage til Jorden som et radiosignal i april 1979.
Voyager 1 passerede Jupiter så tæt, at den med hjælp af Jupiters tyngekraft forlod planeten med større fart end den ankom med. Ruteføringen var desuden udført præcist således at sonden blev sendt videre med kurs mod Saturn.

## Saturn-passagen
Voyager 1 passerede Saturn 12. november 1980 i en afstand af 244.000 km fra planetens centrum (124.000 km fra de synlige skyers overside), og den afslørede undervejs bl.a. en mængde detaljer om den komplekse struktur i Saturns ringsystem, herunder egerstrukturer.
Forinden Voyager 1's passage forbi Saturn havde man opdaget, at en af dens måner, Titan, har en atmosfære. Derfor valgte man at sende Voyager 1 forbi Titan i et forsøg på at få detaljerede nærbilleder af denne måne. De billeder man fik, var imidlertid lidt af en skuffelse; de viser blot en klode hvis overfladedetaljer var næsten totalt sløret af methanatmosfæren.
Titan (og dermed Voyager 1's ruteføring) ligger for langt fra selve Saturn til at man kunne udnytte dens tyngdekraft på samme måde som man gjorde ved Jupiter, så sonden har siden fortsat sin færd uden at komme tæt på andre planeter.

## Pale Blue Dot
Passagen af Titan sendte Voyager 1 ud af ekliptika (32°), og tolv år efter opsendelsen havde den en førsteklasses udsigt over planeterne, seks milliarder kilometer fra Jorden. I februar-juni 1990 optog Voyager 1 et "familieportræt" af planeterne, bortset fra Merkur, der altid er for tæt på Solen, og Mars, der fra Voyager 1's synsvinkel også var for tæt på Solen. Pluto, der dengang blev betegnet som en planet, var for svagt et objekt til Voyager 1's kameraer. Voyager 1 tog tre billeder af hver planet, et med hvert farvefilter, og tog også billeder af baggrundshimlen. I alt blev der taget 39 billeder med vidvinkelobjektivet og 21 med teleobjektivet. Til sammenligning tog Voyager 1 tidligere godt 67.000 nærbilleder af Jupiter og Saturn.
Billedet Pale Blue Dot indeholder Jorden, der fylder mindre end én pixel. Billedet har ikke den store videnskabelige værdi, men har en symbolsk værdi, ligesom Earthrise fra Apollo 8-missionen og Blue Marble fra Apollo 17-missionen. Kort efter blev Voyager 1's kameraer slukket permanent for at spare på strømmen. Radioisotopgeneratoren leverede 470 watt ved opsendelsen i 1977, men med tiden svækkes effekten, og Voyager 1 har kun 249 watt til rådighed i 2019.

## Missioner

### Historie
I 1960 blev det foreslået at studere de ydre planeter, og NASA påbegyndte arbejdet i 1970. Information indsamlet af Pioneer 10-rumfartøjet hjalp Voyagers ingeniører med at designe Voyager til mere effektivt at kunne klare det intense strålingsmiljø omkring Jupiter. Dog blev der kort før lanceringen tilføjet strimler af sølvpapir til visse kabler for yderligere at forbedre strålingsafskærmningen.
I første omgang var Voyager 1, planlagt som Mariner 11, der skulle være en del af Mariner-programmet. På grund af budgetnedskæringer blev missionen skaleret tilbage til bare at skulle flyve forbi Jupiter og Saturn. Dermed blev missionen omdøbt til Jupiter-Saturn-sonderne. Efterhånden som programmet skred frem, blev navnet ændret til Voyager, fordi sondens design begyndte at afvige fra de tidligere Mariner-missioner.

## De gyldne grammofonplader (Lyde fra Jorden)
Om 40.000 år vil Voyager 1 passere 1,6 lysår fra stjernen AC+79 3888 i stjernebilledet Giraffen som en inaktiv artefakt fra Jordens daværende indbyggere. I tilfælde af at intelligensvæsener indfanger den, er den udstyret med den forgyldte kobbergrammofonplade The Sounds of Earth og en pickup til at afspille den. Der er 90 minutter med musikstykker og hilsner på 55 af Jordens sprog. Der er også indlagt 115 analoge billeder på den. En identisk plade er anbragt på tvillingen Voyager 2.
I en podcast sagde Ann Druyan, enke til Carl Sagan, som stod bag pladerne, at de ville kunne holde og stadig være spilbare i op til en milliard år.

## Fodnoter
1. ↑  Side 331 i Helle og Henrik Stub: "Rejsen ud i Rummet: de første 50 år", kapitel "Solsystemet udforskes", 2007, Gyldendals Forlag, ISBN 978-87-02-03974-0
2. ↑  "Voyager - Mission Status". NASA Jet Propulsion Laboratory. Hentet 2019-12-16.
3. ↑  "NASA - Top Story - Voyager approaching solar system's final frontier". Arkiveret fra originalen 8. april 2013. Hentet 25. juli 2013.
4. ↑  News | NASA Voyager Status Update on Voyager 1 Location
5. ↑  Voyager 1 er ikke ved solsystemets grænse videnskab.dk 6. september 2012
6. ↑  Charlene Anderson: The Planetary Report. September/October 2002 issue
7. ↑  Earthrise William Anders 24. december 1968
8. ↑  The Blue Marble Harrison Schmitt 7. december 1972
9. ↑  Spacecraft Lifetime Jet Propulsion Laboratory 18. oktober 2010
10. ↑  "Dansk Selskab for Rumfartsforskning". Arkiveret fra originalen 3. april 2009. Hentet 6. august 2008.
11. ↑  Space - Radiolab

- Wikimedia Commons har flere filer relateret til Voyager 1